# Matjhabeng
Matjhabeng es un municipio local sudafricano situado en el distrito de Lejweleputswa, en la provincia de Estado Libre.

## Superficie
Matjhabeng tiene una superficie de 5690 km².

## Demografía
En 2022, tenía 439 034 habitantes, una densidad poblacional de 77,15 hab./km², y 126 068 viviendas.